# Blähton

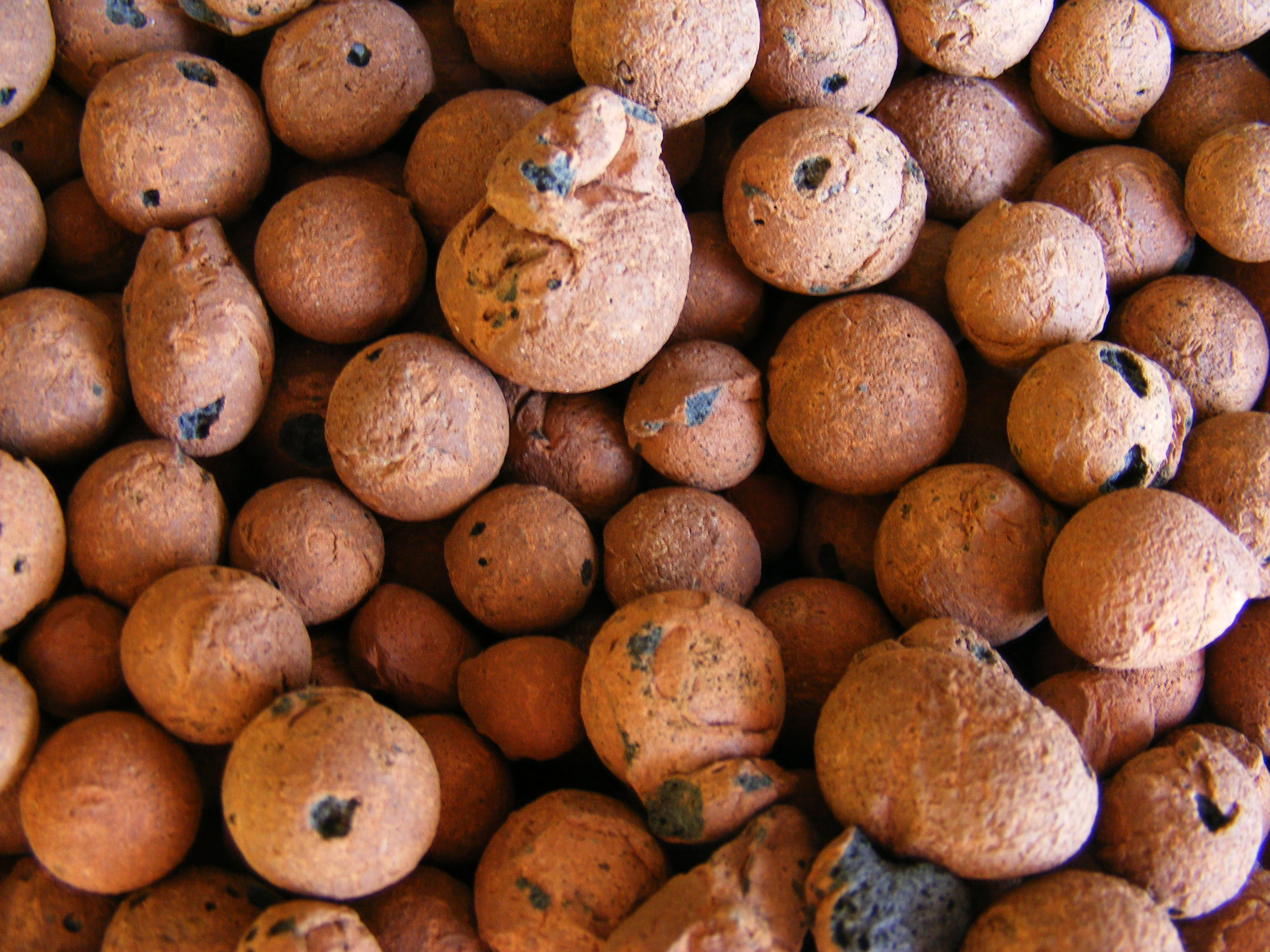
Blähtonkugeln

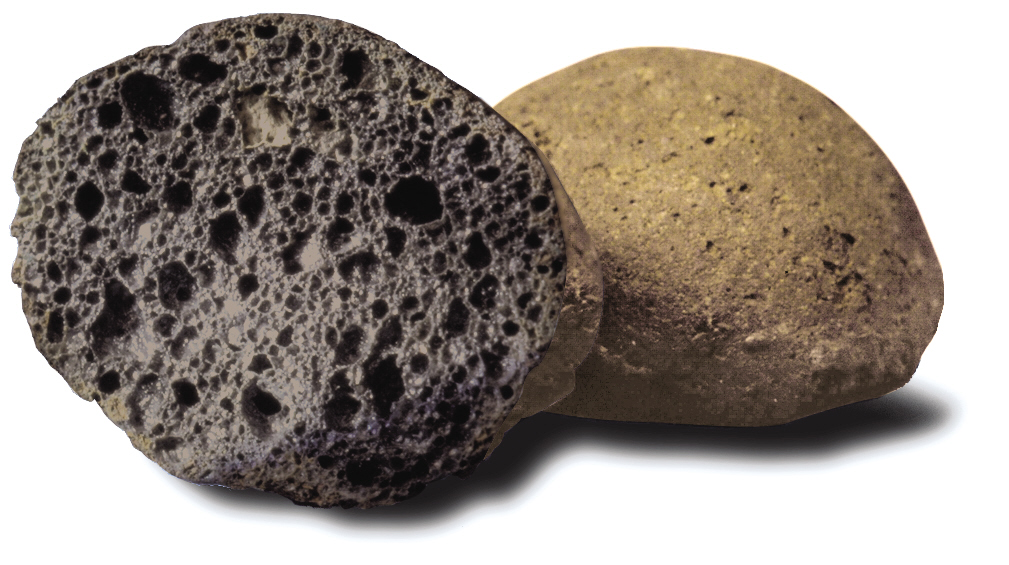
Innenansicht einer Kugel

Blähton ist ein Bau- und Werkstoff mit verschiedenen Einsatzmöglichkeiten. Er ist nicht identisch mit dem vereinzelt als „Blähbeton“ bezeichneten Porenbeton.

## Herstellung
Als Rohstoff wird kalkarmer Ton mit fein verteilten organischen Bestandteilen verwendet. Dieser wird gemahlen, granuliert und ohne weitere Zusätze bei rund 1200 Grad Celsius im Drehrohrofen gebrannt. Als Trennmittel dient feinst gemahlener Kalkstein. Dabei verbrennen die organischen Zuschlagsstoffe in den Kügelchen und das Material bläht sich durch das bei der Verbrennung entstehende Kohlendioxid kugelförmig auf. Blähton erreicht dabei das Vier- bis Fünffache des Ausgangsvolumens. Der Kern ist geschlossenporig, die Oberfläche gesintert.

## Geschichte
Erste Versuche zur Herstellung von Blähton wurden im Jahr 1917 in einer Ziegelei in Birmingham/USA angestellt. Als Erfinder gilt S.J. Hayde, weshalb das Material in den USA auch heute noch als Haydite bezeichnet wird. Das Verfahren wurde in Dänemark aufgegriffen und weiterentwickelt. Als Abkürzung für lightweight expanded clay aggregates (deutsch „leichter, geblähter Zuschlag aus Ton“) wurde hier der Markenname Leca eingeführt. Es folgten die Niederlande, Großbritannien, Schweden (Sillit) und die UdSSR (Keramsit). In Deutschland wurde das erste Blähtonwerk 1955 in Schleswig-Holstein in Betrieb genommen.

## Verwendung
Wegen der Kugelform mit einem Durchmesser bis 40 Millimeter ist Blähton als Zuschlag in Mörtel, Beton und Lehm geeignet. Er wird deshalb bei der Herstellung von gefügedichtem und haufwerksporigem Leichtbeton eingesetzt. Auch im massiven Systemrohbau kommt Blähton aufgrund seiner guten Eigenschaften immer mehr zum Einsatz. Hier werden aus dem speziellen Leichtbeton ganze Wände im Werk vorproduziert und in kürzester Zeit auf der Baustelle zusammengesetzt. Körnungen mit einem Durchmesser bis vier Millimeter werden in Mauer-, Putz- und Estrichmörtel verwendet. Dabei werden insbesondere das geringe Gewicht wie auch die gut wärmedämmenden Eigenschaften des Blähtons ausgenutzt. Ohne weitere Bearbeitung oder Behandlung kann Blähton als wärmedämmende und raumstabile Schüttung eingebaut werden.

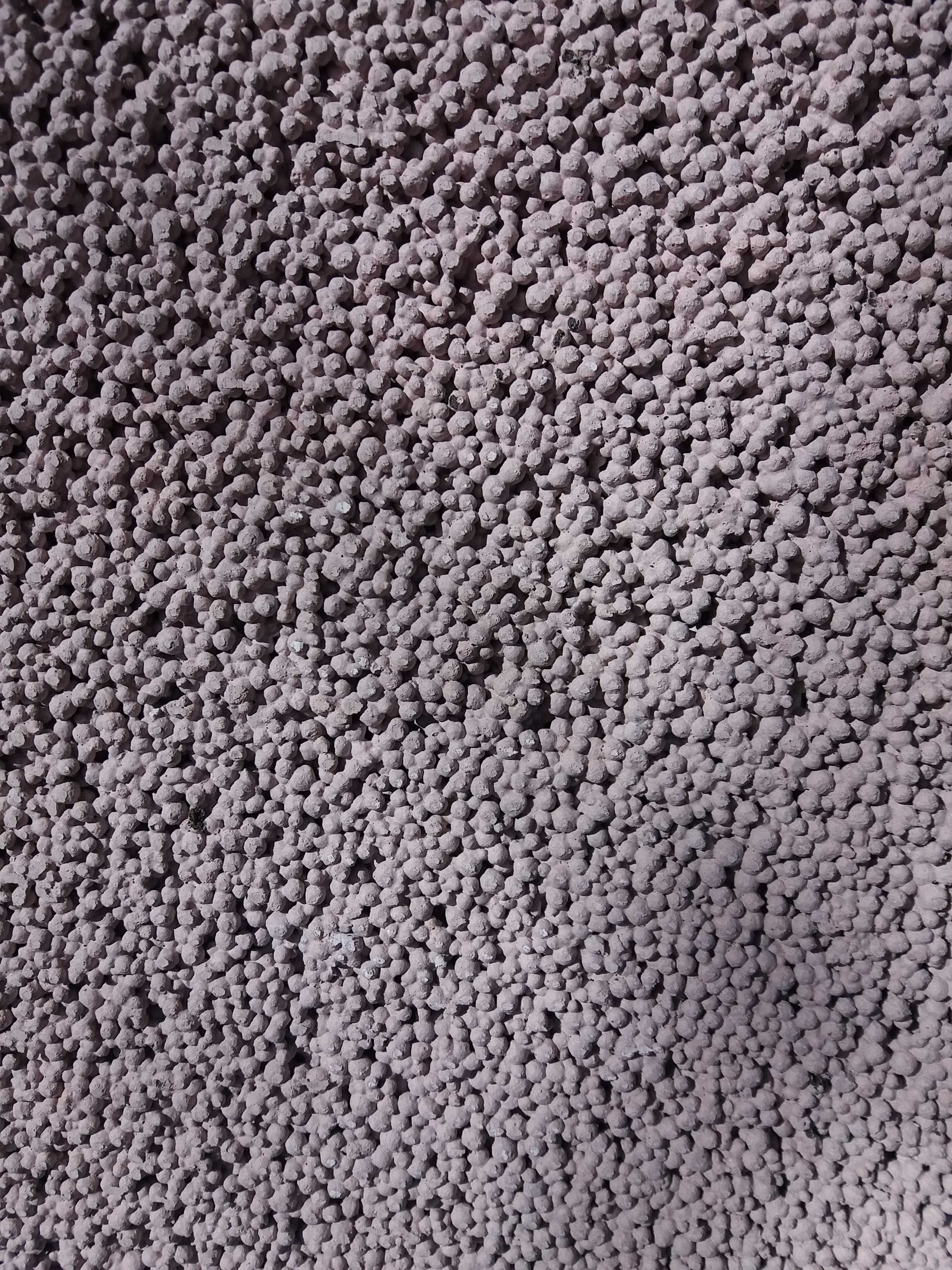
Haufwerksporige Blähton-Leichtbetonwand

Im Garten- und Landschaftsbau wird Blähton zur Bodenverbesserung, zur Dachbegrünung und bei der Hydrokultur eingesetzt, wobei zu beachten ist, dass dieser sich im pH-Wert von Erde unterscheidet und sich schädlich auf Pflanzen auswirken kann (detailliertes Anforderungsprofil siehe Hydrokultur#Hydrokultur_bei_Zimmerpflanzen). Blähton wird in Substraten für die Hydrokultur angewendet. Da Blähton keine Nährstoffe bindet, lässt sich hier der Nährstoffgehalt des Bodens gut über Zugaben im Wasser steuern. 

### Spezialanwendungen

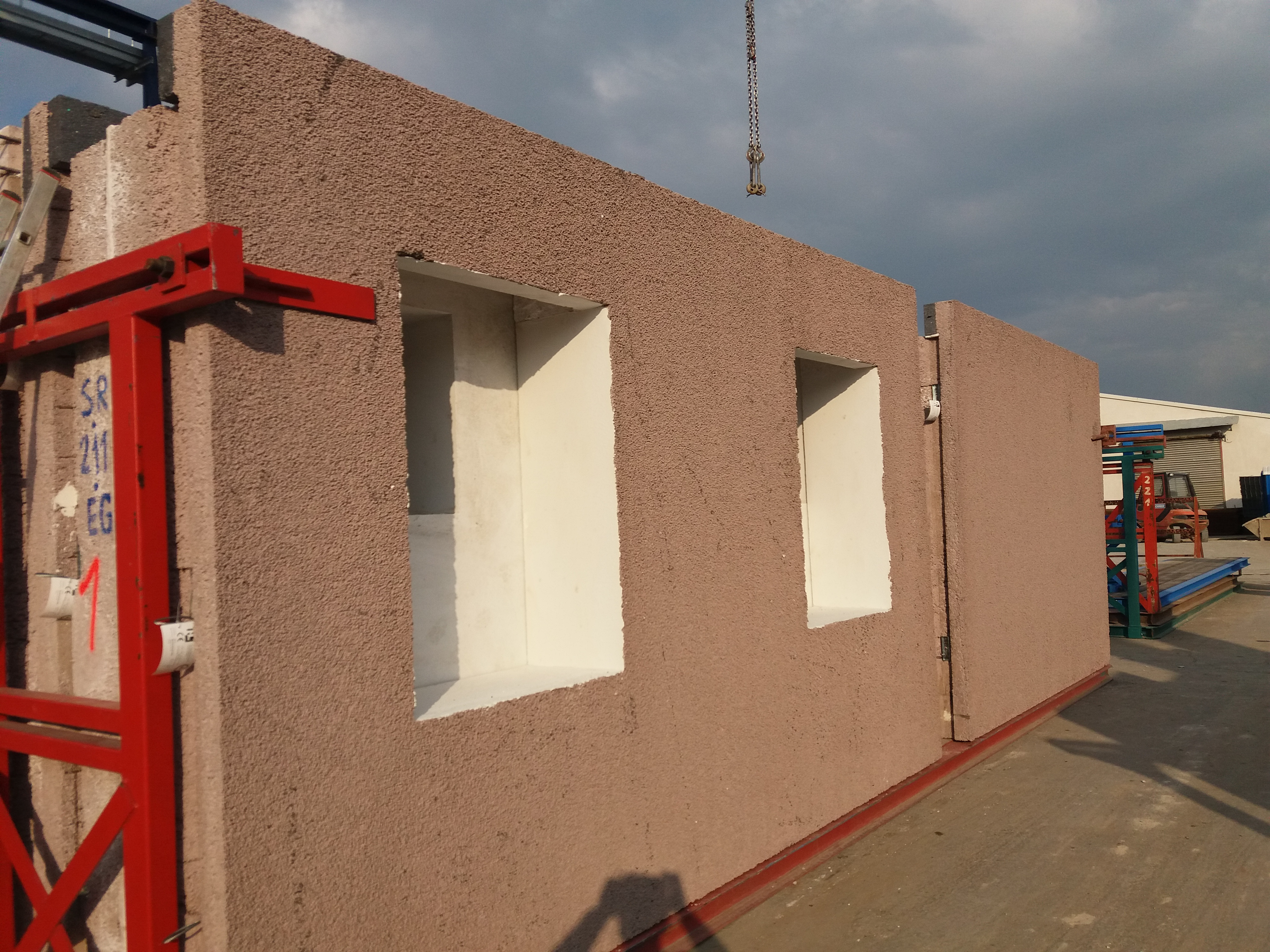
Blähton-Leichtbeton-Fertigteilwand

Neben diesen Standardanwendungen gibt es weitere Einsatzgebiete für Blähton: 
- Filterkeramik für die Luft- und Gasreinigung
- Filterkörper für Wasserreinigung und Pflanzenkläranlagen
- Kolonnenbildner in Bioreaktoren
- Trägersubstrat (carrier) für Mykorrhizapilze
- Trägersubstrat (carrier) für schadstoffabbauende Bakterien in der Wasser- und Bodensanierung
- Bodenversickerung
- Salzfreies Winterstreugranulat
- Katalysatorträger
- Blähtonsteine für Mauerwerk
- Massivwände und Massivhäuser aus Blähton